# Biserica Evanghelică din Blumăna
Biserica Evanghelică din Blumăna este o biserică evanghelică-luterană din orașul Brașov. Aceasta se află în cartierul Blumăna și este un important monument istoric.

## Istoric
Pe locul actualei biserici exista o capelă romano-catolică construită prin secolul al XIV-lea, cu hramul Sfintei Barbara. În secolul al XVI-lea, în urma Reformei Protestante capela a devenit locaș al Bisericii Evanghelice-Luterane. În anul 1777, consiliul orășenesc în parteneriat cu membrii bisericii au luat hotărârea să dărâme vechea capelă și să construiască o biserică mult mai încăpătoare. Biserică a fost construită în stil baroc târziu și a fost folosită inițial de către enoriașii luterani sași și de cei maghiari (până în anul 1783).
Edificiul este o biserică de tip hală, din cărămidă, spațioasă, cu corul închis pe trei laturi. În partea vestică se află clopotnița, cu o dimensiune destul de mică în comparație cu alte biserici săsești, dar și două hale mici la intrare, pa partea de vest și de sud, decorate în stil rococo. Clopotele, înregistrate în inventarul Neicov, au fost turnate la firma Kauntz la Sibiu: cel mare cântărește 400 kg, cel mijlociu 280 kg iar cel mic 200 kg. 
În interiorul bisericii putem vedea un altar simplu aparținând barocului târziu, având inclus amvonul. De remarcat sunt și frumoasele covoare din Anatolia, datând din secolele XVII și XVIII. Cristenița a fost donată în anul 1870 de fabricantul de faianță J.C. Simon. Orga a fost construită de către Karl Einschenk în anul 1939 și are 900 de tuburi, două manuale cu câte 54 de clape, un pedalier cu 26 de pedale, 15 registre-timbru și 3 registre auxiliare. 
Cimitirul este dezafectat - nu se mai fac înmormântări de pe la mijlocul secolului al XX-lea. Arcadele care se întind deasupra unui șir de morminte au valoare arhitectonică și aparțin stilului neoclasic. Fosta casă parohială, din spatele corului, renovată și transformată, găzduiește începând cu anul 1995 căminul-spital „Blumenau”.